# Рапсод

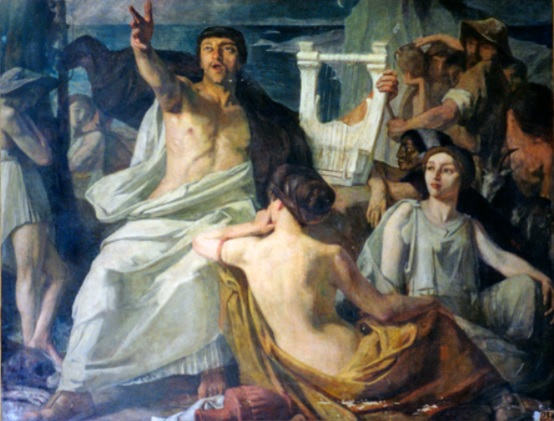
Рапсод. Картина Кловиса Казеса (1913 год)

Рапсоды (согласно античным объяснениям термина — «сшиватели песен» или «певцы с жезлом в руке») — профессиональные исполнители эпических, главным образом гомеровских поэм в классической Греции; странствующие певцы, декламировавшие поэмы с жезлом в руке (жезл — символ права выступать на собрании).
Рапсодика относится уже к более поздней стадии развития эпоса, к эпохе больших поэм с более или менее закреплённым текстом; на более ранней ступени эпическая песня импровизировалась аэдом, певцом, сопровождавшим своё пение игрой на лире. На рапсодической стадии исполнение уже отделилось от творчества, хотя отдельные рапсоды могли быть одновременно и поэтами (Гесиод). В историческую эпоху большие поэмы исполнялись обычно на празднествах в форме состязания рапсодов. Гомеровские поэмы рассчитаны уже на рапсодическое исполнение, хотя в самих поэмах, действие которых отнесено к далёкому прошлому, упоминается лишь об аэдах. Рапсоды, иногда объединённые в целые школы, сыграли, по-видимому, значительную роль в деле собирания греческого эпоса на стадии его разложения. Древность представляла себе Гомера рапсодом, а гомеровская критика приписывала рапсодам создание гомеровских поэм, объединение отдельных малых песен в большой эпос.
Существовали также так называемые «русские сказители-рапсоды», от которых русский славяновед и фольклорист Александр Фёдорович Гильфердинг (1831—1872 гг.) смог записать былины про богатырей Илью Муромца, Добрыню Никитича, Алёшу Поповича, про славного князя Владимира, про Идолище Поганое и Соловья Разбойника, тем самым сохранив их для потомков.